# Wapen van Lutkewierum

Wapen van Lutkewierum

Het wapen van Lutkewierum is het dorpswapen van het Nederlandse dorp Lutkewierum, in de Friese gemeente Súdwest-Fryslân. Het wapen werd in 2001 geregistreerd.

## Beschrijving
De blazoenering van het wapen in het Fries luidt als volgt:
fan goud, mei in griene skyldfoet, belein mei in gouden nôtskeaf; yn it goud in, op de trochsnijingsline hielendal rjochts rinnende, swarte mûs, beselskippe fan in, út de lofter skyldrâne útkommende, jeiende swarte kat; in gouden skyldhaad, belein mei trije inoar en de skyldrânen oanstjittende reade trijehoeken, mei de basis op de trochsnijingsline en mei de punt de bopperâne fan it skyld reitsjende.
De Nederlandse vertaling luidt als volgt:
van goud, met een groene schildvoet, belegd met een gouden korenschoof; in het goud een, op de doorsnijdingslijn helemaal rechts lopende, zwarte muis, vergezeld van een, uit de linker schildrand uitkomende, jagende zwarte kat; een gouden schildhoofd, belegd met drie elkaar en de schildranden aanstotende rode driehoeken, met de basis op de doorsnijdingslijn en met de punt de bovenrand van het schild rakende.
De heraldische kleuren zijn: goud (goud), sinopel (groen), sabel (zwart) en keel (rood).

## Symboliek
- Kat en muis: verwijzen naar Gertrudis van Nijvel, patroonheilige van de kerk van Lutkewierum. Zij is beschermheilige van tuingroenten en katten en werd aangeroepen bij een muizenplaag.[2]
- Korenschoof: afkomstig van het wapen van de familie Rheen.[2]
- Driehoeken: staan voor de buurtschap Grotewierum dat drie boerderijen omvat.[2]

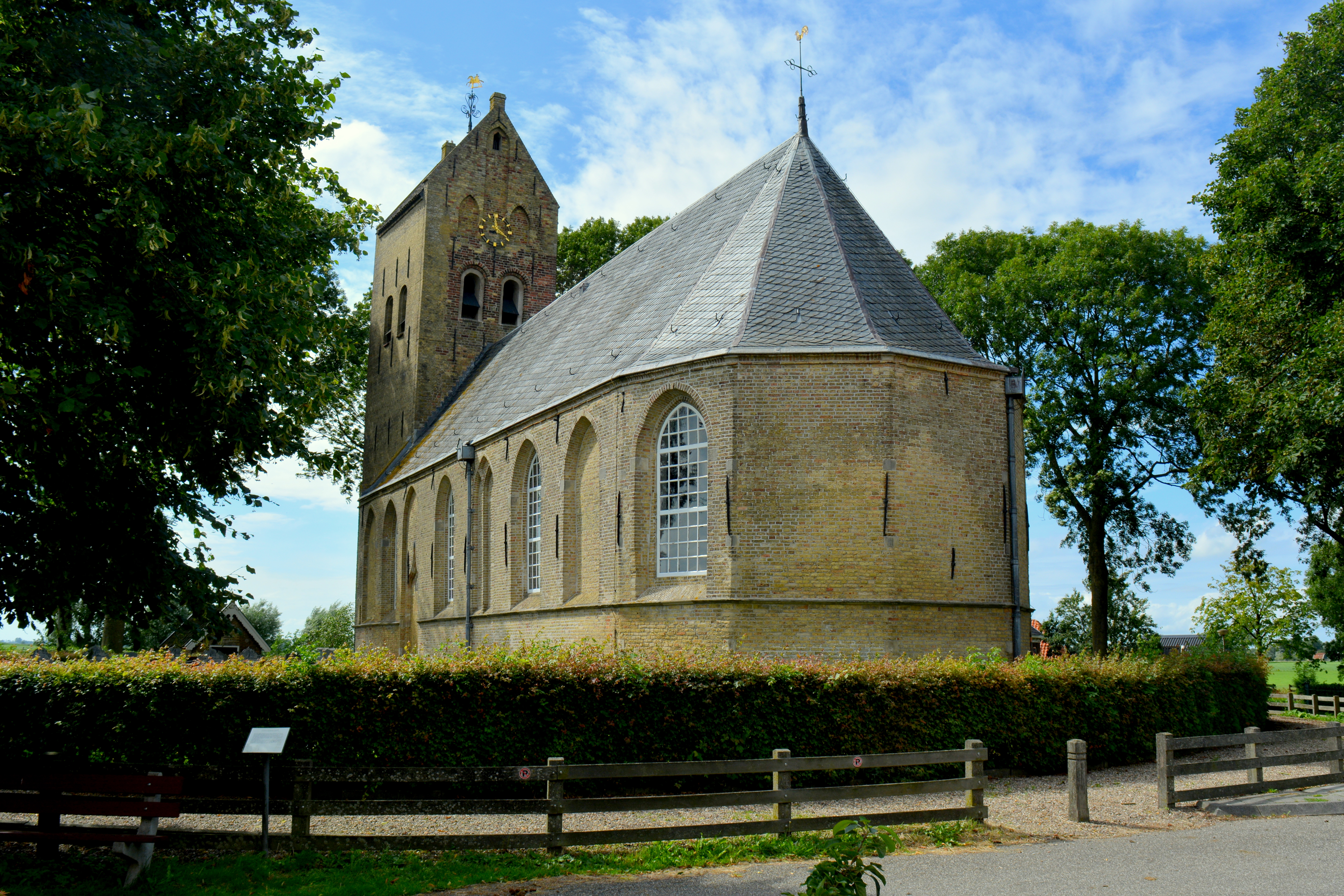
De Gertrudiskerk van Lutkewierum.

## Zie ook

Vlag van Lutkewierum